# George Pozer
Pour les articles homonymes, voir Pozer.
George Pozer, nom anglicisé de son nom allemand Johann Georg Pfotzer, (né le 21 novembre 1752 à Willstätt / Baden et mort le 16 juin 1848 à Québec) était marchand, propriétaire foncier et juge de paix ainsi un homme d'affaires d'origine d'Allemagne. Il est considéré comme le premier millionnaire de la Ville de Québec à partir de 1785 à l'âge de 33 ans.  
Le 11 janvier 1776, il épouse à Schoharie dans l'État de New York aux États-Unis l'allemande Magdalena Schneider, nom anglicisé en Magdalen Sneider, et ils ont eu sept enfants: Jakob, né à Shoharie en 1777; Georges, né à New-York en 1780 et Élisabeth, né à Londres en Angleterre en 1782. Tous les autres enfants sont nés à Québec: William, né le 29 juin 1787 qui est devenu continuateur de la lignée Pozer; John, né en 1789; Hannah, né en 1791 et David, né en 1793, décédé en bas âge de 10 mois.

## Biographie
Issu d’une famille modeste, George Pozer quitte à 21 ans son village natal et s’embarque pour l’Amérique. Dès 1773, il reste à Schoharie, près d’Albany, mais les circonstances militaires l’amènent environ trois ans plus tard à New York, où il fait commerce de boulangerie et d’épicerie ainsi de tout ce que les pionniers peuvent avoir besoin : vaisselle, tissus, ustensiles, etc., mais il pourvoit aussi l’armée britannique des meilleurs vins et autres objets de luxe pour les officiers. De cette façon, il bénéficie considérablement de contrats de fournitures pour l’armée britannique.
En 1785, il arrive au Canada et s'établit dans la ville de Québec. En 1793, huit ans après son arrivée à Québec, Pozer achète une maison rue Saint-Jean où il installe sa famille et son épicerie. Cet achat marque le début de ses placements dans la propriété urbaine. Dans les 20 années qui suivent, il acquiert 17 autres immeubles, dont 7 sont d’un rapport considérable. Il s’agit d’une auberge sur la rue Buade (1794), d’une boulangerie sur la rue de la Fabrique (1800), du Freemasons’ Hall, la maison de la franc-maçonnerie (1804), d’une auberge sur la rue des Jardins, du London Coffee House et du Belfast Coffee House à la basse ville (1808–1809) qui est connue aujourd'hui sur son nom initial de Maison Chevalier et d’une autre importante propriété sur la rue Saint-Jean (1811). 
Pour expliquer l'évolution de ses activités marchandes assez modestes vers son enrichissement spectaculaire, il avait un autre ordre de pratiques qui est la source de la majeure partie de son enrichissement initial : le commerce de l’argent par l’escompte et le prêt. Parce qu'à l'époque, les services bancaires n'aidaient pas à se développer autant qu'aujourd'hui. Pozer a utilisé de façon soutenue l'escompte sur les billets et les lettres de change ainsi que le prêt à court ou moyen terme, à un taux d'intérêt de 6 %. Ses clients étaient pour la plupart des commerçants, auquel cas l'avance prenait généralement la forme d'une note privée. 
Il fait l'acquisition de vastes terres dont la Seigneurie Aubert-Gallion en Beauce et devient ainsi le quatrième seigneur d'Aubert Gallion en 1807. Il paie 550 £ pour cette terre de 9 666 hectares, peu accessible et encore quasi inhabitée. Il recrute à sa ville natale Willstätt et aux environs une quarantaine de paysans qui débarquent à Québec avec leurs familles en octobre 1817, soit au total 189 Allemands. Son but est d’introduire dans la seigneurie la culture du chanvre tant prônée par le gouvernement. Les frais sont considérables, car Pozer doit assurer la subsistance de tous ces gens jusqu’à la première récolte. Dès l’année suivante, il est fier d’envoyer en Angleterre une bonne quantité de chanvre apprêté selon les meilleures techniques d'époque. Malheureusement, le produit se vend mal, la prime à l’exportation promise fait défaut et l’expérience se solde finalement par un échec. D’autre part, ces Allemands, défricheurs inexpérimentés, surpris par l’isolement et la dureté du pays, s’échappent d’Aubert-Gayon sans rembourser les avances.   

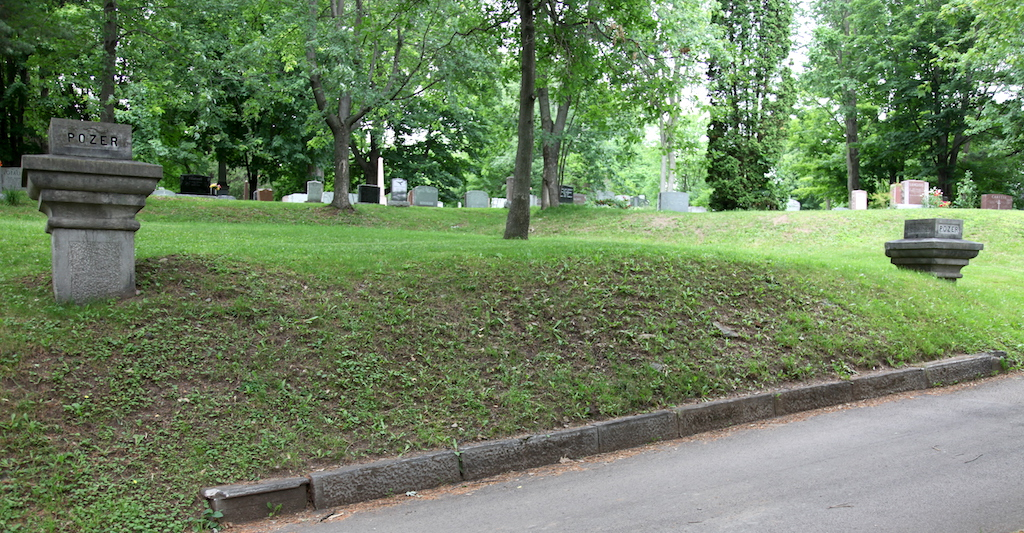
La tombe de George Pozer au cimetière Mount Hermon à Québec.

Pozer fait don personnel à Joseph Signay du terrain actuel de l'église Saint-Georges. Cet évènement marque le début d'une collaboration entre la famille Pozer et la communauté catholique et francophone qui contribua beaucoup au développement de la ville de Saint-Georges. L'érection d'une chapelle-école se fait à l'endroit où se situe aujourd'hui le monument de Georges de Lydda, terrassant le dragon.  
Plusieurs noms à Saint-Georges furent donnés en l'honneur de George Pozer: le nom d'un centre de formation professionnelle, la rivière Pozer et d'une grande rue. Aujourd'hui, le parc de l'Île-Pozer, un parc municipal avec à l'intérieur d'un lac de 2,6 km de longueur, est aménagé sur une île dans la rivière Chaudière. 
Le corps de George Pozer ne repose pas au cimetière seigneurial de la famille Pozer de Saint-Georges mais au cimetière Mount Hermon dans arrondissement de Sillery de Québec.
George Pozer est le père de Jacob Pozer (en) et le grand-père de Christian Pozer.